# Twentsche Zweefvlieg Club
De Twentsche Zweefvlieg Club (TZC) is een zweefvliegvereniging met als thuisbasis Enschede Airport Twente.
De vereniging werd in 1935 opgericht en is daarmee de oudste nog actieve gebruiker van Enschede Airport Twente (de voormalige vliegbasis Twenthe). De TZC is aangesloten bij de Koninklijke Nederlandse Vereniging voor Luchtvaart (KNVvL).